# Hans Collin
Hans Willard Collin, född 7 oktober 1937 i Eskilstuna Klosters församling, är en tidigare aktiv svensk handbollsspelare. Han spelade som vänstersexa.

## Karriär
Collin inledde sin elitkarriär i IK City, en Eskilstunaklubb som nu mest är en fotbollsklubb som heter Eskilstuna City FC sedan 2000. Det var i den klubben han debuterade i landslaget 1959. Hans Collen spelade sedan en säsong för AIK i allsvenskan, 18 matcher och 40 mål.Hans Collin spelade för Lugi HF 1960-1969 och spelade totalt 120 matcher och gjorde över 392 mål i dessa. 1959  hade Lugi avancerat till allsvenskan 1960 och man slutade på andra plats. Det var alltså till en toppklubb Hans Collin kom 1960. Hans Collin spelade kvar i Lugi till 1960-talets slut trots degradering till division 2. Hans Collin missade att vara med om att vinna utomhus SM 1960 så han vann aldrig någon SM-titel.

## Landslagskarriär
Collin debuterade i landslaget 4 januari 1959 mot Finland. Collin spelade 31 landskamper åren 1959-1964 och gjorde 28 mål i landslaget. Han spelade i  två  VM turneringar 1961 och 1964. VM 1961 var hans stora genombrott och han blev uttagen världslaget efter VM 1961. Hans Collin spelade också VM 1964 och då gick det ännu bättre för Sverige som tog sig till VM-final mot Rumänien som man dock förlorade 22-25. I detta VM gick det inte lika bra för Collin som spelade tre av 6 matcher och bara stod för ett mål. VM-finalen blev hans sista landskamp så han slutade på topp.

### Fotnoter
1. ↑  Sveriges befolkning 1990 Riksarkivet
2. ↑   Handbollboken. 1960. sid. 46
3. ↑  ”Herrspelare tom. 2019-2019”. Lugi handboll. Arkiverad från originalet den 18 oktober 2019. https://web.archive.org/web/20191018142624/http://www.lugihandboll.se/media/176182/Herrspelare-t-o-m-2018-19.pdf. Läst 18 oktober 2029.
4. ↑   Handbollboken. 1961. sid. 9
5. ↑   Handbollboken. 1964-1965. sid. 3-12. Läst 18 oktober 2019